# ISO 3166-2:KW
ISO 3166-2:KW è uno standard ISO che definisce i codici geografici del Kuwait ed è un sottogruppo del codice ISO 3166-2.
Tali codici sono stati assegnati ai sei governatorati del paese e sono formati dalla sigla KW-, seguita da due lettere.

## Codici attuali
I codici e i nomi sono elencati nell'ordine standard ufficiale pubblicato dalla ISO 3166 Maintenance Agency (ISO 3166/MA).
| Codice | Governatorato    |
| ------ | ---------------- |
| KW-AH  | al-Ahmadi        |
| KW-FA  | al-Farwaniyya    |
| KW-JA  | al-Jahra         |
| KW-KU  | Capitale         |
| KW-HA  | Hawalli          |
| KW-MU  | Mobarak al-Kabir |

## Cambiamenti
I seguenti cambiamenti sono stati annunciati dalla ISO 3166/MA sin dalla prima pubblicazione della ISO 3166-2 nel 1998:
| Newsletter       | Data di pubblicazione | Descrizione del cambiamento                                                    | Cambiamenti                                                    |
| ---------------- | --------------------- | ------------------------------------------------------------------------------ | -------------------------------------------------------------- |
| seconda edizione | 2007-12-13            | Questo cambiamento è stato introdotto nella seconda edizione della ISO 3166-2. | Suddivisione aggiunta: KW-MU Governatorato di Mobarak al-Kabir |